# Völkischer Beobachter
Völkischer Beobachter (Völkisch promatrač, Narodni promatrač) bile su novine NSDAP-a od 1920. U početku su izlazile tjedno, a od 8. veljače 1923. dnevno.  
"Borbeni list nacionalsocijalističkog pokreta Velike Njemačke" (Kampfblatt der nationalsozialistischen Bewegung Großdeutschlands) imao je svoj začetak u novinama Münchner Beobachter koje su 1918. kupljene od strane Thule-Gesellschaft i u kolovozu sljedeće godine preimenovane u Völkischer Beobachter.  U prosincu 1920. otkupio ih je NSDAP, na inicijativu Dietricha Eckarta koji je postao prvi urednik.
Naklada novina je u početku bila oko 8.000 primjeraka, a do jeseni 1923. godine je, zbog napete političke situacije, porasla na 25.000.  Te godine je umro Eckart, a glavni urednik je postao Alfred Rosenberg koji je od 1921. bio Eckartov vodeći suradnik.  Zabranom NSDAP-a nakon neuspjelog Hitlerovog puča u studenom 1923. i novine su također prestale postojati.  Ponovno su počele izlaziti sa stranačkom obnovom 26. veljače 1925. Od 1. siječnja 1929. uz münchensko izdanje, počelo je izlaziti i berlinsko.  Širenjem nacističkog pokreta rastao je i broj čitatelja, od 120.000 u 1931. do 1.7 milijuna 1944. Glavni urednik je od 1938. bio Wilhelm Weiss.
Krajem travnja 1945. godine, nekoliko dana prije njemačke kapitulacije u Drugom svjetskom ratu, Völkischer Beobachter je konačno prestao izlaziti. Zadnje izdanje od 30. travnja nije više isporučivano. 

## Vanjske poveznice
- Der Völkische Beobachter beim LeMO
- Der Völkische Beobachter bei Shoa.de
- Paul Hoser, Völkischer Beobachter, in: Historisches Lexikon Bayerns
- Der Völkische Beobachter zur Großrazzia in der Künstlerkolonie Berlin am 15.3.1933  Arhivirana inačica izvorne stranice od 15. kolovoza 2006. (Wayback Machine)
- Der Illustrierte Beobachter zur Großrazzia in der Künstlerkolonie  Arhivirana inačica izvorne stranice od 22. kolovoza 2006. (Wayback Machine)